# Josep Maria Espinàs
Josep Maria Espinàs i Massip (né à Barcelone le 7 mars 1927 et mort le 5 février 2023 dans la même ville) est un écrivain, journaliste et éditeur espagnol connu du grand public pour ses romans, ses chroniques de voyages et pour ses articles de journaux.
Il est l'auteur d'une vaste œuvre narrative pour laquelle il a reçu le Prix d'honneur des lettres catalanes, le Prix Joanot-Martorell, le Prix Sant-Jordi et le Prix Víctor-Català.
Il est le cofondateur des Setze Jutges et de la maison d'éditions La Campana.

## Biographie
Josep Maria Espinàs est né le 7 mars 1927 à Barcelone. Il étudie aux Escolapis jusqu'en 1945, année où il entre à la Faculté de droit de l'Université de Barcelone, d'où il est diplômé en 1949. La même année, il gagne le prix Guimerà avec son premier article. Il exerce comme avocat jusqu'en 1955, date à laquelle il entre aux Editions Destino.
En 1983, il reçoit la Creu de Sant Jordi remise par la Généralité de Catalogne, ainsi que le Prix d'honneur des lettres catalanes en 2002.

## Publications
(février 2023).

### Nouvelles
- Vestir-se per morir. Barcelone : Albertí, 1958.
- Variétés. Barcelone : Selecta, 1959.
- Els joves i els altres. Barcelone : Albertí, 1960.
- Els germans petits de tothom. Barcelone : La Galera, 1968.
- Guia de ciutadans anònims (amb dibuixos de Cesc). Barcelone : La Campana, 1993.
- Un racó de paraigua. Barcelone : La Campana, 1997.

### Romans
- Com ganivets o flames Barcelone : Selecta, 1954. Prix Joanot Martorell 1953
- Dotze bumerangs Barcelone : Albertí, 1954.
- El gandul Barcelone : Selecta, 1955.
- Tots som iguals Barcelone : Aymà, 1956.
- La trampa Barcelone : Albertí, 1956.
- L'home de la guitarra Barcelone : Albertí, 1957.
- Combat de nit Barcelone : Aymà, 1959.
- L'últim replà Barcelone : Club Editor, 1962. Prix Sant Jordi du roman 1961
- La collita del diable Barcelone: Alfaguara, 1968.
- Vermell i passa Barcelone: La Campana, 1992.

### Prose (« non fiction »)
- Petit observatori. Barcelone : Pòrtic, 1971.
- La gent tal com és. Barcelone : Selecta, 1971.
- Visions de Cadaqués. Barcelone : Grup 33, 1978.
- Els nostres objectes de cada dia. Barcelone : Ed. 62, 1981.
- El teu nom és Olga. Barcelone : La Campana, 1986.
- Inventari de jubilacions. Barcelone : La Campana, 1992.
- L'ecologisme és un egoisme. Barcelone : La Campana, 1993.

### Prose (« non fiction », voyages)
- Viatge al Pirineu de Lleida. Barcelona: Selecta, 1957; Barcelone : La Campana, 2000.
- Viatge al Priorat. Barcelona: Selecta, 1962; Barcelone : La Campana, 2000.
- Viatge a la Segarra. Barcelona: Dopesa, 1972; Barcelone : La Campana, 2000.
- A peu per la Terra Alta. Barcelone : La Campana, 1989.
- A peu per la Llitera. Barcelone : La Campana, 1990.
- A peu per l'Alt Maestrat. Barcelone : La Campana, 1991.
- A peu pels camins de cendra. Barcelone : La Campana, 1994.
- A peu per l'Alcalatén. Barcelone : La Campana, 1996.
- A peu pel Matarranya. Barcelone : La Campana, 1996.
- A peu pel Comtat i la Marina. Barcelone : La Campana, 1998.
- A peu per Castella. Barcelone : La Campana, 1999.
- A peu pel País Basc. Barcelone : La Campana, 2000.
- A peu per Extremadura. Barcelone : La Campana, 2001.
- A peu per Mallorca sense veure el mar. Barcelone : La Campana, 2005 — Prix Lletra d'Or
- A peu per Aragó. El Somontano. Barcelone : La Campana, 2006.
- A peu per l´Alt Camp. Barcelone : La Campana, 2007.
- A peu per Múrcia. Barcelone : La Campana, 2009.

### Prose (« non fiction », journalisme littéraire)
- A la vora de l'Avui (6 vol.). Barcelone : La Llar del Llibre, 1977-1987.

### Prose (« non fiction », Mémoires)
- El nen de la plaça Ballot. Barcelone : La Campana, 1988.
- Relacions Particulars. Barcelone : La Campana, 2007.
- El meu ofici. Barcelone : La Campana, 2008.

### Prose (« non fiction », portraits littéraires et interviews)
- Josep M. de Sagarra. Barcelone : Alcides, 1962.
- Identitats (3 vol.). Barcelone : La Campana, 1985-1988.
- Lluís Llach. Història de les seves cançons explicada a Josep Maria Espinàs: La Campana, 1986.

### Autres
- Carrers de Barcelona. Barcelone : Selecta, 1961.
- Barcelona, blanc i negre (amb Xavier Miserachs). Barcelone : Aymà, 1964.
- Això també és Barcelona. Barcelone : Lumen, 1965.
- Els germans petits de tothom. Barcelone : La Galera, 1988.
- Viatge pels grans magatzems. Barcelone : La Campana, 1993.

### Théâtre
- És perillós fer-se esperar. Barcelone : Nereida, 1959.

### Œuvre écrite en castillan
- Guía del Pirineo de Lérida, 1958 [Prosa no de ficció: viatges].
- Guía de Tarragona, Barcelone : Éd. Noguer, 1964 [Prosa no de ficció: viatges].
- Pi de la Serra, Oviedo : Éd. Júcar, 1974 [Prosa no de ficció].

## La Nova Cançó
En 1961, Josep Maria Espinàs est l'un des précurseurs de la Nova Cançó et un des fondateurs du collectif Els Setze Jutges. Lui-même chante et enregistre des chansons de Georges Brassens pour lancer le mouvement, mais il se retire dès qu'apparaissent les chanteurs professionnels. Il écrit et enregistre aussi le conte pour enfants Viatge a la lluna, sur une musique de Xavier Montsalvatge.

### Discographie de Josep Maria Espinàs en tant que membre des Setze Jutges
- Espinàs canta Brassens (Josep Maria Espinàs) [1962]
- Cançons tradicionals catalanes (Josep Maria Espinàs) [1962]
- Espinàs canta les seves cançons (Josep Maria Espinàs) [1963]
- Nadal a casa (Josep Maria Espinàs - Maria Cinta) [1963]
- Tu no estàs sol (Josep Maria Espinàs) [1963]
- Josep Maria Espinàs i orquestra (Josep Maria Espinàs) [1964]
- Els planificadors (Josep Maria Espinàs) [1965]
- Els noctàmbuls (Josep Maria Espinàs) [1966]

En 2007, Josep Maria Espinàs est décoré de la Médaille d'Honneur du Parlement Catalan en reconnaissance de la tâche réalisée par les Setze Jutges.

## Parolier
Josep Maria Espinàs est également coauteur des paroles l'hymne du FC Barcelone, El cant del Barça.